# جوش مارتن (لاعب كرة قدم)
جوش مارتن (بالإنجليزية: Josh Martin) هو لاعب كرة قدم بريطاني، ولد في 9 سبتمبر 2001 في لوتن في المملكة المتحدة.

## وصلات خارجية
- جوش مارتن (لاعب كرة قدم) على موقع قاعدة بيانات كرة القدم.إي يو (الإنجليزية)
- جوش مارتن (لاعب كرة قدم) على موقع ليكيب (الفرنسية)
- جوش مارتن (لاعب كرة قدم) على موقع Soccerbase.com (لاعب) (الإنجليزية)
- جوش مارتن (لاعب كرة قدم) على موقع Soccerway.com (الإنجليزية)
- جوش مارتن (لاعب كرة قدم) على موقع عالم كرة القدم.نت (الإنجليزية)